# Teniet El Abed
Teniet El Abed est une commune algérienne de la wilaya de Batna, située à 59 km au sud de Batna, à 76 km au nord-est de Biskra et à 122 km à l'ouest de Khenchela.

## Géographie

### Situation
Le territoire de la commune de Teniet El Abed  est situé au sud-est de la wilaya de Batna. 
| Bouzina | Oued Taga      | Arris |
| Bouzina | Teniet El Abed | Arris |
| Chir    | Tighanimine    | Arris |

### Localités de la commune
La commune de Teniet El Abed est composée de 25 localités :
- Aïn Bendou
- Bali (ou Baâli)
- Boughrara
- Draa Taga
- Guerza
- Halaoua Fedj El Kadi
- Khirbèche
- Hidous
- Lakhouada
- M'Zatra
- Moulia
- Ouassas
- Ouled Azzous
- Ouled Malem
- Ouled Si Abbès
- Sara
- Tafrount
- Tanakaret
- Taouzient El Kantara
- Tazourit
- Tchaghat
- Teniet El Abed
- Tizougaghine
- Tizribine
- Tleth

## Toponymie
Le nom actuel de la ville est une traduction arabe qui n'est guère usitée par les populations locales chaouias. Le toponyme d'origine est Tizi nel'Abed, qui signifie en langue berbère « le col d'Abed ».

## Personnalités liées à la commune
- Omar Derdour, personnalité de guerre d'Algérie, né le 13 octobre 1913 dans la localité de Hidous.